# Eugênia Álvaro Moreyra
Eugênia Álvaro Moreyra ( 6 de marzo de 1898 — 16 de junio de 1948)  fue una periodista, actriz, y directora de teatro brasileña. De personalidad anticonvencional y transgresora, fue una de las pioneras del feminismo, y de las líderes de la campaña sufragista en el país. Ligada al movimiento modernista brasileño y defensora acérrima de los ideales comunistas, siendo perseguida por el gobierno de Vargas. Casada con el poeta y escritor Álvaro Moreyra, desempeñó con él un papel importante en la renovación del sector teatral brasileño, organizando campañas culturales de popularización; y trabajando como actriz, directora, traductora, declamadora y posteriormente presidente del Sindicato de los profesionales de teatro.

## Biografía

### Juventud y carrera periodística
Eugênia Brandão nació en Juiz de Fora en el año de 1898.  Era hija de Maria Antonieta Armond, y del Dr. Armindo Gomes Brandão; y nieta de barones, mudándose con su madre a Río de Janeiro a mediados de 1910 para conseguir un empleo, mientras su madre viuda, no podía obtener la herencia de la familia, y que por ley debería estar bajo responsabilidad de los hijos varones.  Luego de un tiempo trabajando en una librería, Eugênia provocó espanto y admiración al dar inicio a una carrera periodística en el periódico A Rua.  Que una mujer ejerciera una profesión era algo tan infrecuente que se acuñó en ese momento un término para designar la función: "reportisa".
Meses después, el diario informó el prematuro final de la carrera de la joven que decidió buscar refugio en un convento.  El misterio y la única razón fue revelado poco después, cuando un artículo firmado por ella se publicó en la portada del periódico. Eugênia, en verdad, entró al convento con la única intención de entrevistar a la hermana de una mujer asesinada en um crimen de amplia repercusión, que fue conocido como "la tragedia de la rua Dr. Januzzi 13".
El reportaje, publicado en capítulos durante cinco días seguidos,  le valió a su autora el reconocimiento de los colegas, de los periódicos de la competencia, y de la sociedad, pasando a ser definida como "la primera reportera de Brasil". Eugênia pasó también por las redacciones de A Notícia y de O País, otros dos célebres diarios de la época.

### Casamiento y agitación política y cultural
En 1914, se casó con el poeta Álvaro Moreyra, adoptando el nombre de su marido como su pseudónimo. La pareja tuvo ocho hijos, de los cuales cuatro sobrevivieron: Sandro Luciano, João Paulo, Álvaro Samuel, Rosa Marina. Participó con Álvaro de la Semana de Arte Moderna de 1922, fundando con él en 1927 el grupo "Teatro de Brinquedo", cuya intención era manifestar en teatro los ideales modernistas. Entre 1928 y 1932, la pareja realizó diversas excursiones por el interior y la periferia de Río de Janeiro, presentando textos de autores modernos europeos.
Con la fragmentación del movimiento modernista brasileño, a consecuencia de la Revolución de 1930, Eugênia pasó a defender, juntamente con Álvaro, Pagú y Oswald de Andrade, posiciones de izquierda, participando activamente de la Alianza Nacional Libertadora, siendo consecuentemente perseguida por el gobierno de Vargas. En mayo de 1935, fue una de las fundadoras de la Unión Femenina de Brasil, organización promovida por mujeres afiliadas o simpatizantes del Partido Comunista do Brasil (PCB), como la maestra y feminista Armanda Álvaro Alberto (1892-1974).
Después de la insurrección comunista, fue detenida en noviembre de 1935 acusada de haber participado con el PCB en al revuelta, siendo eximida por falta de pruebas, en la madrugada del 1 de febrero de 1936.  Volvió al activismo político, entre otras actividades ejerció una campaña por la liberación de Anita Leocádia, la beba recién nacida de Olga Benário, la compañera de Luis Carlos Prestes; que fuera deportada aún grávida a un campo de concentración en la Alemania nazi de Adolf Hitler.
Em 1937, Álvaro presentó a la "Comisión de Teatro del Ministerio de Educación y Cultura la estructura para la organización de una "Compañía Dramática Brasileña", que fue aceptado.  La pareja excursionó entonces por los Estados de São Paulo y de Rio Grande do Sul, realizando posteriormente una temporada de tres meses en el ex "Teatro Regina", de Río de Janeiro.

### Actuación sindical y muerte
Entre 1936 e 1938, Eugênia fue presidente de la Casa de los Artistas, el sindicato del área teatral de São Paulo. Fue elegida para un nuevo mandato en febrero de 1939,  pero se le impidió asumir el cargo por Filinto Müller, que encaminó al Ministério do Trabalho a denunciar que se trataba "de una persona que figura como comunista en la Delegacióna de Seguridad y Política Social", siendo entonces su elección anulada, por órdenes directas del ministro.  A continuación se candidateó a diputada federal constituyente en las Elecciones Generales de 1945, para ese momento ninguna mujer había conseguido ser electa para representar los intereses femeninos durante la elaboración de la Constitución brasileña de 1946.
Eugênia murió en Río de Janeiro el 16 de junio de 1948, víctima de un derrame cerebral, a los 50 años.